# Firestone Indy 200 de 2007
O Firestone Indy 200 de 2007 foi a décima primeira corrida da temporada de 2007 da IndyCar Series. A corrida foi disputada no dia 14 de julho no Nashville Superspeedway, localizado na cidade de Lebanon, Tennessee. O vencedor foi o neozelandês Scott Dixon, da equipe Chip Ganassi Racing.

## Pilotos e Equipes
| Nº | Piloto            | Equipe                   | Chassis | Motor | Pneu |
| -- | ----------------- | ------------------------ | ------- | ----- | ---- |
| 2  | Tomas Scheckter   | Vision Racing            | Dallara | Honda | F    |
| 3  | Hélio Castroneves | Team Penske              | Dallara | Honda | F    |
| 4  | Vitor Meira       | Panther Racing           | Dallara | Honda | F    |
| 5  | Sarah Fisher      | Dreyer & Reinbold Racing | Dallara | Honda | F    |
| 6  | Sam Hornish Jr.   | Team Penske              | Dallara | Honda | F    |
| 7  | Danica Patrick    | Andretti-Green Racing    | Dallara | Honda | F    |
| 8  | Scott Sharp       | Rahal Letterman Racing   | Dallara | Honda | F    |
| 9  | Scott Dixon       | Chip Ganassi Racing      | Dallara | Honda | F    |
| 10 | Dan Wheldon       | Chip Ganassi Racing      | Dallara | Honda | F    |
| 11 | Tony Kanaan       | Andretti-Green Racing    | Dallara | Honda | F    |
| 14 | Darren Manning    | A. J. Foyt Enterprises   | Dallara | Honda | F    |
| 15 | Buddy Rice        | Dreyer & Reinbold Racing | Dallara | Honda | F    |
| 17 | Jeff Simmons      | Rahal Letterman Racing   | Dallara | Honda | F    |
| 20 | Ed Carpenter      | Vision Racing            | Dallara | Honda | F    |
| 22 | A. J. Foyt IV     | Vision Racing            | Dallara | Honda | F    |
| 26 | Marco Andretti    | Andretti-Green Racing    | Dallara | Honda | F    |
| 27 | Dario Franchitti  | Andretti-Green Racing    | Dallara | Honda | F    |
| 55 | Kosuke Matsuura   | Panther Racing           | Dallara | Honda | F    |

- (R) - Rookie

## Resultados

### Treino classificatório
| 1         | 9  | Scott Dixon       | Chip Ganassi Racing      | 22.9125 | 22.8947 | 0:22.8947 |
| 2         | 27 | Dario Franchitti  | Andretti-Green Racing    | 22.9555 | 22.9739 | 0:22.9555 |
| 3         | 11 | Tony Kanaan       | Andretti-Green Racing    | 22.9725 | 22.9668 | 0:22.9668 |
| 4         | 6  | Sam Hornish Jr.   | Team Penske              | 23.0066 | 22.9815 | 0:22.9815 |
| 5         | 10 | Dan Wheldon       | Chip Ganassi Racing      | 22.9911 | 23.0203 | 0:22.9911 |
| 6         | 3  | Hélio Castroneves | Team Penske              | 23.0068 | —       | 0:23.0068 |
| 7         | 7  | Danica Patrick    | Andretti-Green Racing    | 23.0090 | 23.0178 | 0:23.0090 |
| 8         | 26 | Marco Andretti    | Andretti-Green Racing    | 23.0209 | 23.0097 | 0:23.0097 |
| 9         | 17 | Jeff Simmons      | Rahal Letterman Racing   | 23.1162 | 23.0192 | 0:23.0192 |
| 10        | 8  | Scott Sharp       | Rahal Letterman Racing   | 23.0335 | 23.0516 | 0:23.0335 |
| 11        | 22 | A. J. Foyt IV     | Vision Racing            | 23.1384 | 23.1252 | 0:23.1252 |
| 12        | 2  | Tomas Scheckter   | Vision Racing            | 23.1294 | 23.1355 | 0:23.1294 |
| 13        | 55 | Kosuke Matsuura   | Panther Racing           | 23.2505 | 23.2433 | 0:23.2433 |
| 14        | 20 | Ed Carpenter      | Vision Racing            | 23.2573 | 23.2526 | 0:23.2526 |
| 15        | 4  | Vitor Meira       | Panther Racing           | 23.3486 | 23.3031 | 0:23.3031 |
| 16        | 15 | Buddy Rice        | Dreyer & Reinbold Racing | 23.3164 | 23.3139 | 0:23.3139 |
| 17        | 5  | Sarah Fisher      | Dreyer & Reinbold Racing | 23.3398 | 23.3258 | 0:23.3258 |
| 18        | 14 | Darren Manning    | A. J. Foyt Enterprises   | 23.4820 | 23.4348 | 0:23.4348 |
| Relatório |    |                   |                          |         |         |           |

- (R) - Rookie

### Corrida
| Corrida - 14 de julho | Corrida - 14 de julho | Corrida - 14 de julho | Corrida - 14 de julho    | Corrida - 14 de julho | Corrida - 14 de julho | Corrida - 14 de julho | Corrida - 14 de julho | Corrida - 14 de julho |
| Pos                   | Nº                    | Piloto                | Equipe                   | Voltas                | Tempo                 | Largada               | Voltas na Liderança   | Pontos                |
| --------------------- | --------------------- | --------------------- | ------------------------ | --------------------- | --------------------- | --------------------- | --------------------- | --------------------- |
| 1                     | 9                     | Scott Dixon           | Chip Ganassi Racing      | 200                   | 1:35:06.2615          | 1                     | 105                   | 50+3                  |
| 2                     | 27                    | Dario Franchitti      | Andretti-Green Racing    | 200                   | +2.3400               | 2                     | 88                    | 40                    |
| 3                     | 7                     | Danica Patrick        | Andretti-Green Racing    | 200                   | +3.1884               | 7                     | 0                     | 35                    |
| 4                     | 6                     | Sam Hornish Jr.       | Team Penske              | 200                   | +3.2914               | 4                     | 0                     | 32                    |
| 5                     | 26                    | Marco Andretti        | Andretti-Green Racing    | 200                   | +4.1409               | 8                     | 0                     | 30                    |
| 6                     | 3                     | Hélio Castroneves     | Team Penske              | 200                   | +4.5098               | 6                     | 0                     | 28                    |
| 7                     | 8                     | Scott Sharp           | Rahal Letterman Racing   | 200                   | +5.2449               | 10                    | 0                     | 26                    |
| 8                     | 10                    | Dan Wheldon           | Chip Ganassi Racing      | 200                   | +5.7581               | 5                     | 4                     | 24                    |
| 9                     | 14                    | Darren Manning        | A. J. Foyt Enterprises   | 199                   | +1 volta              | 13                    | 0                     | 22                    |
| 10                    | 4                     | Vitor Meira           | Panther Racing           | 199                   | +1 volta              | 15                    | 3                     | 20                    |
| 11                    | 2                     | Tomas Scheckter       | Vision Racing            | 199                   | +1 volta              | 12                    | 0                     | 19                    |
| 12                    | 22                    | A. J. Foyt IV         | Vision Racing            | 198                   | +2 voltas             | 11                    | 0                     | 18                    |
| 13                    | 20                    | Ed Carpenter          | Vision Racing            | 197                   | +3 voltas             | 14                    | 0                     | 17                    |
| 14                    | 17                    | Jeff Simmons          | Rahal Letterman Racing   | 196                   | +4 voltas             | 9                     | 0                     | 16                    |
| 15                    | 5                     | Sarah Fisher          | Dreyer & Reinbold Racing | 194                   | +6 voltas             | 17                    | 0                     | 15                    |
| 16                    | 55                    | Kosuke Matsuura       | Panther Racing           | 182                   | Contato               | 18                    | 0                     | 14                    |
| 17                    | 15                    | Buddy Rice            | Dreyer & Reinbold Racing | 166                   | Handling              | 16                    | 0                     | 13                    |
| 18                    | 11                    | Tony Kanaan           | Andretti-Green Racing    | 35                    | Contato               | 3                     | 0                     | 12                    |
| Relatório             |                       |                       |                          |                       |                       |                       |                       |                       |

- (R) - Rookie